# Pauli Salomaa
Pour les articles homonymes, voir Salomaa.
Pauli Artturi Salomaa (né le 1er janvier 1907 à Tampere et mort le 16 août 1983) est un architecte finlandais,.

## Biographie
Parmi ses œuvres, les plus connues sont le village olympique de Käpylä (fi) (1952), Domus Academica (1947–1951), l'église de Munkkiniemi et la Kaivotalo 1956.

## Galerie

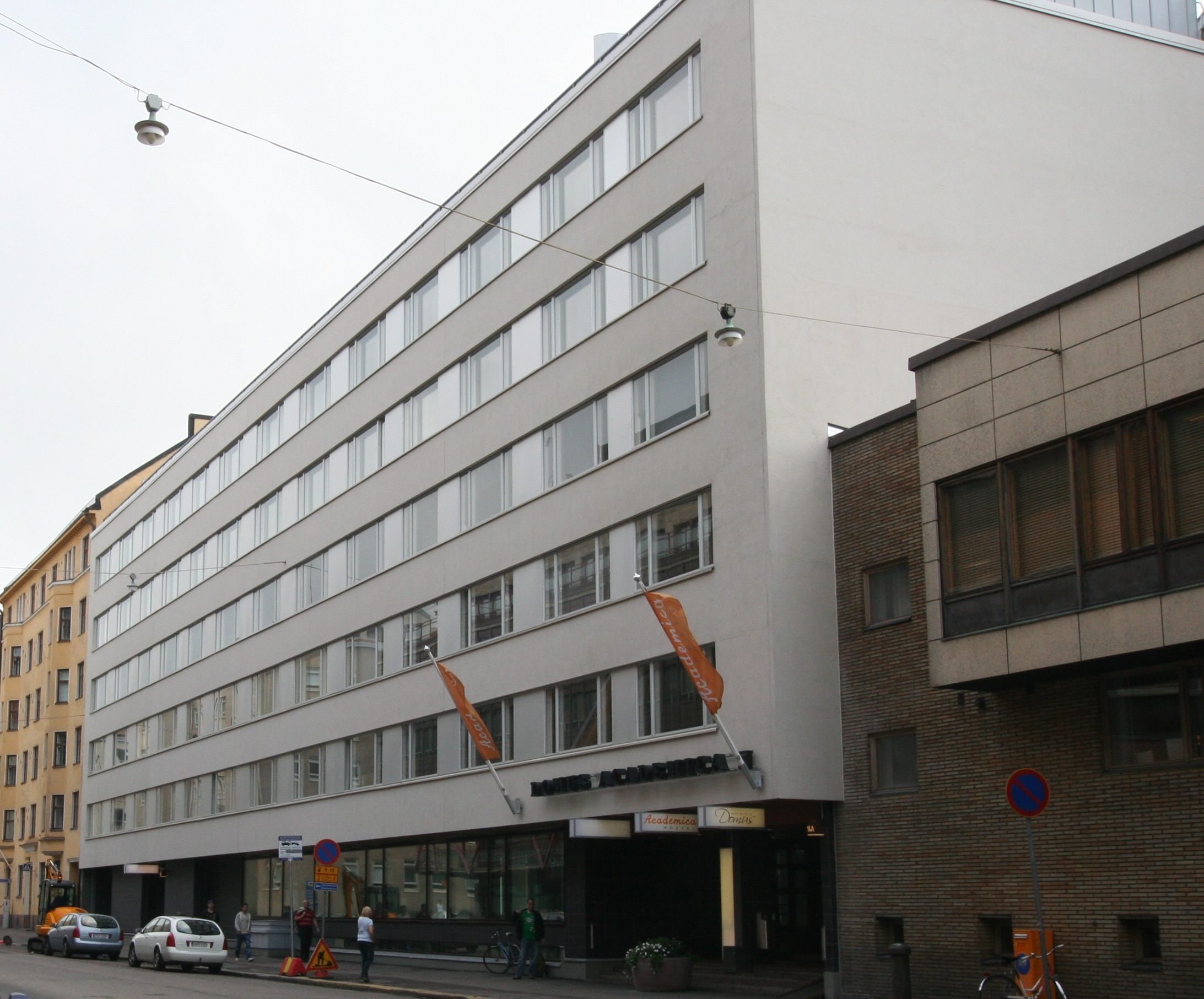
Domus Academica
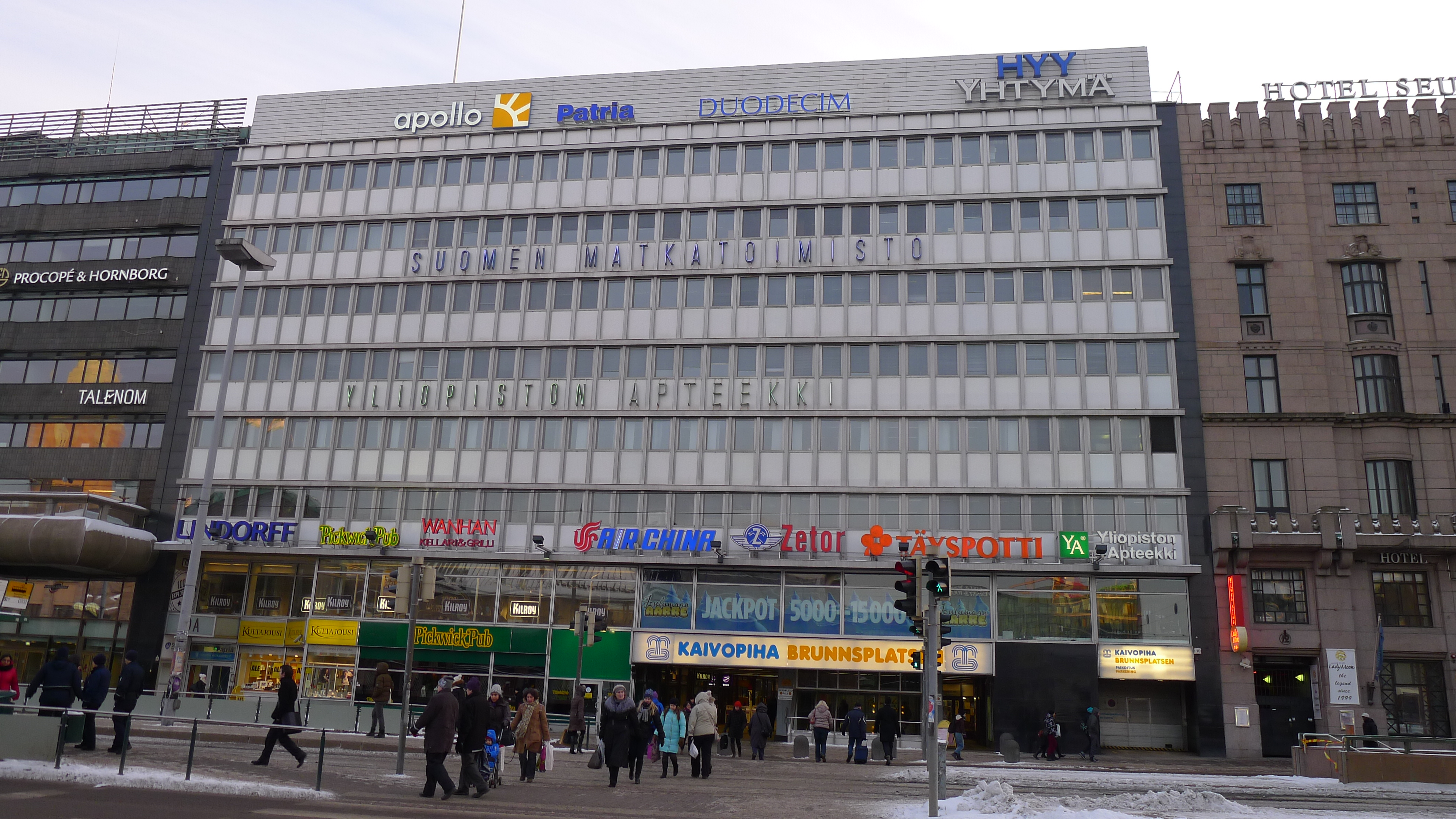
Kaivotalo
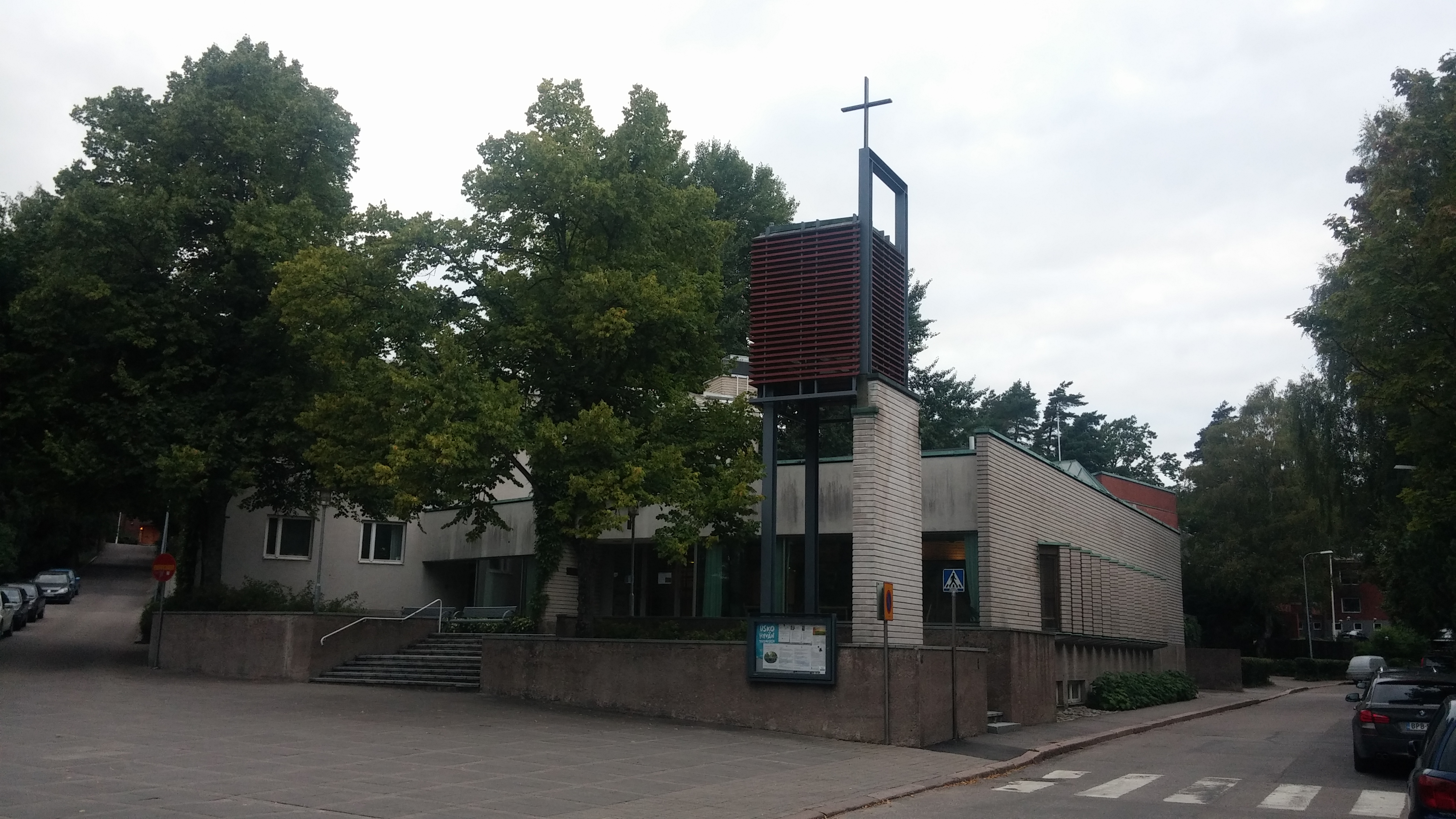
Église de Munkkiniemi
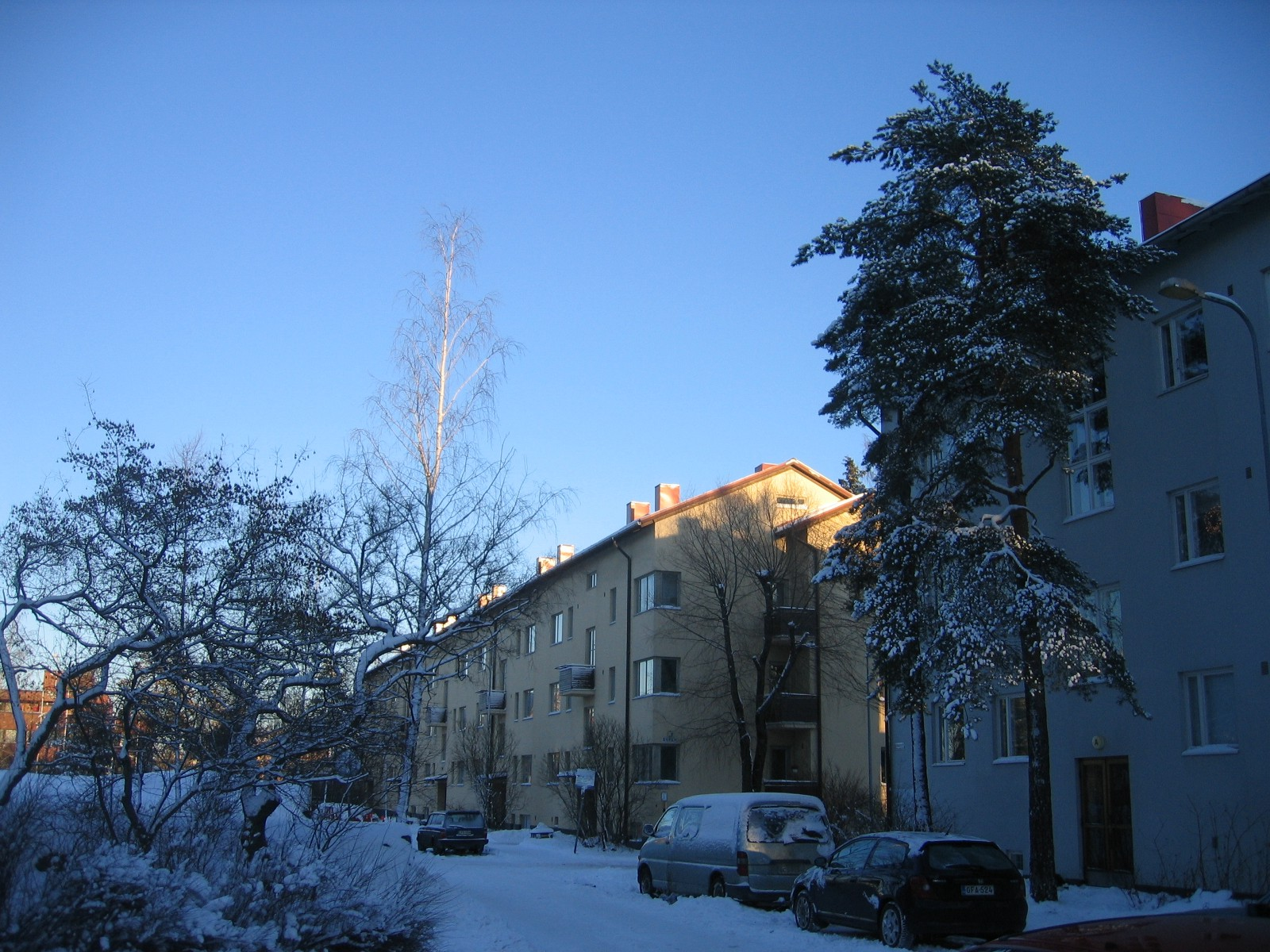
Village olympique de Käpylä
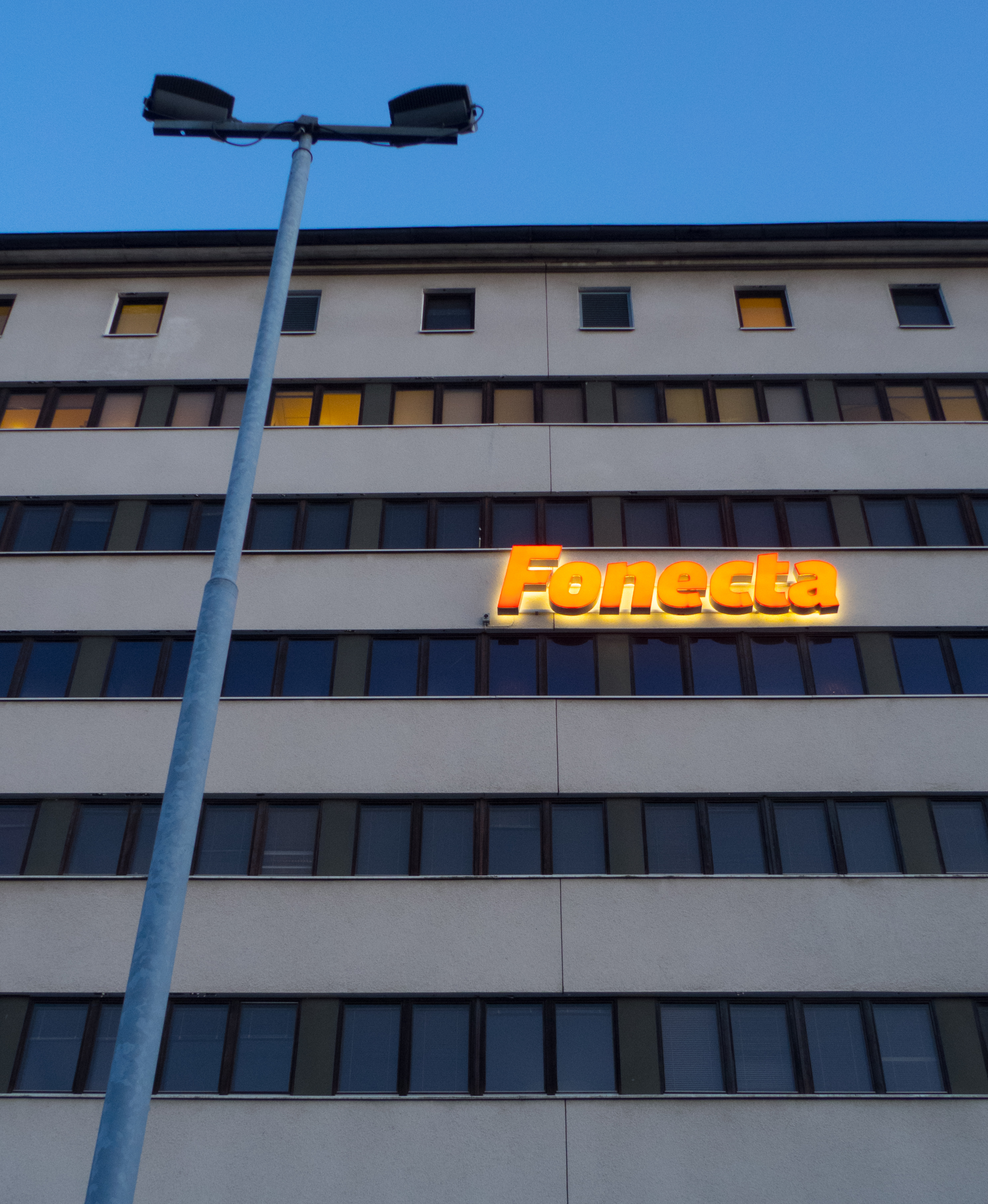
Hansatorni, Puutarhakatu 45, Turku